# Маршалек, Лехослав
Лехослав Маршалек (пол. Lechosław Marszałek; 9 марта 1922, Сувалки — 26 марта 1991) — польский режиссёр, мультипликатор и сценарист анимационного кино, автор сказок о Болеке и Лёлеке и создатель мультипликационного пса Рекса, популярных героев польской мультипликации.
Один из ведущих кинодеятелей «Студии рисованных фильмов в Бельско-Бяла».

## Избранная фильмография
| - 1953 — Козеленчек / Koziołeczek - 1954 — Наказанное лакомство / Ukarane łakomstwo - 1956 — Осер в львиной шкуре / Osioł w lwiej skórze - 1957 — О птичке, которая не хотела петь / O ptaszku, który nie chciał śpiewać - 1957 — Локомотив / Lokomotywa - 1958 — О маленьком львёнке / O małym lwiątku - 1959 — Разные приключения гусыни Балбинки / Różne przygody Gąski Balbinki - 1960 — Авантюра / Awantura - 1961 — Удивительное приключение таксы / Dziwna przygoda jamniczka - 1961 — У Алы есть кот / Ala ma kota - 1962 — Приключения кота Юли / Przygody kota Juli - 1966 — Гномик / Krasnoludek - 1967 — Наш дедушка / Nasz dziadzio - 1968 — Награждённая стойкость / Nagrodzona wytrwałość - 1970 — Рекс-защитник / Reksio obrońca - 1970—1971 — Сказки Болека и Лёлека / Bajki Bolka i Lolka - 1971 — Рекс-хозяин / Reksio domator - 1972 — Жадность / Chciwość - 1974 — Амёба / Ameba | - 1955 — Пани Твардовская / Pani Twardowska - 1958 — Злое ружьё / Złośliwa strzelba - 1960 — Белый мишка / Biały miś - 1960 — Пиратское сокровище / Piracki skarb - 1960 — Портреты мистера Клеофаста / Portrety mistrza Kleofasa - 1962 — Дружба больше, чем сокровище / Przyjaźń ponad skarby - 1963 — Душный день гусыни Балбинки / Upalny dzień Gąski Balbinki - 1963 — Коррида / Corrida - 1963, 1965, 1983 — Приключения Голубого Рыцаря / Przygody Błękitnego Rycerzyka - 1963—1964 — Болек и Лёлек / Bolek i Lolek - 1964 — Как Шарусь путешествовал по Польше / Jak Szaruś po Polsce wędrował - 1964 — Ловцы сокровищ / Poławiacze skarbów - 1965—1966 — Болек и Лёлек на летних каникулах / Bolek i Lolek na wakacjach - 1965 — Дружба / Przyjaźń - 1967 — Рекс-полиглот / Reksio poliglota - 1967—1968 — Рекс / Reksio - 1968 — Болек и Лёлек путешествуют по свету / Bolek i Lolek wyruszają w świat - 1969 — Рекс-мечтатель / Reksio marzyciel - 1969 — Рыцарь и крестьянин / Rycerz i kmieć - 1970 — Рекс-благотворитель / Reksio dobroczyńca - 1970 — Рекс-воспитатель / Reksio wychowawca - 1971 — Зависть / Zawiść - 1973 — Пламя / Płomień - 1974 — Баллада / Ballada - 1975 — Атом / Atom - 1979 — Козырной туз / As atutowy - 1981 — Шарики из страны мечтаний / Kuleczki z krainy wyobraźni | - 1969 — Мини / Mini - 1971 — Рекс-хозяин / Reksio domator - 1975 — Медовая сота / Plaster miodu - 1977 — Рекс-умник / Reksio rozjemca - 1980 — Баллада о злом волшебнике / Ballada o złym czarowniku - 1981 — Собачий вестерн / Psi western - 1987—1990 — Рекс и птицы / Reksio i ptaki |

## Награды
- 1954 - Кинофестиваль в Карловых Варах премия за рисованный мультфильм «Козеленчек»